# Agrobank Rt.
Az Agrobank (teljes nevén Agrár Innovációs Bank Rt.) egy magyarországi pénzintézet volt. A pénzintézet leginkább arról vált ismertté, hogy az állami szerepvállalással nyújtott hiteleit sajátos, később törvénytelennek bizonyult feltételekhez kötötte. Az Agrobankhoz fűződik az egyik rendszerváltás utáni bankpánik is, amely végül teljesen ellehetetlenítette a vállalkozást. A bank vezetőit később elítélték.

## A bank története

### Megalakulás és korai történet
Az Agrobank 1987-ben alakult 1,5 milliárd forintos tőkével, mint az Agrár Innovációs Bank Betéti Társulás jogutódja. Vezérigazgatója 1992-től kezdve volt Kunos Péter. Még ebben az évben az állam a bankkonszolidáció keretében 3,6 milliárd forint értékben jutott üzletrészhez a magánbankban. A további tőkejuttatások (1992-ben 2 milliárd forint tőkeemelés; 1994-ben 800 milliós tőkeinjekció) állami tulajdonlást eredményeztek a pénzintézetben, így a szabálytalanságok elkövetése idején az Agrobank többségi állami tulajdonban állt. Az állam azonban nem kontrollálta megfelelően a többségi tulajdonában lévő pénzintézet tevékenységét.

### Az E-hitelek
Az Antall-kormány az államszocialista rendszer által felhalmozott állami vagyon gyors privatizálást szerette volna végrehajtani úgy, hogy a nemzeti vagyon minél nagyobb része jusson belföldi tulajdonosok birtokába. A magyar vállalkozóknak ebben az időszakban azonban még nagyon kevés tőkéjük volt, a bankszektor pedig még kiforratlan volt, ezért a kormány úgy döntött, hogy egy új hitelkonstrukcióval kísérli meg a magyar vásárlókat a külföldiekkel szemben helyzeti előnybe hozni. A hitel hosszú futamidőre szólt (8-10 év), ám kamata igen alacsony, mindössze 4-7% volt. A hitelkonstrukciót Egzisztencia-hitelnek (röviden E-hitel) nevezték el, az igénybe vevők a hitelt üzletrészek vásárlására fordíthatták. Az E-hitelt a bankok értékesítették, az MNB refinanszírozóként vállalt szerepet. A bankok számára az ügylet ebben a formában jelentős kockázattal járt, miközben nyereségük az állami előírások miatt csak minimális lehetett, ezért a pénzintézetek nem kapkodtak az E-hitelt igénylő ügyfelek után.
Az Agrobank vezetése olyan üzleti formulát alakított ki, amelyet a bíróság később törvénysértőnek ítélt. A hitelezett a hitelért cserébe a bank által meghatározott vállalkozások számára (többnyire a bank vezetőinek és alkalmazottainak tulajdonában álló, adóparadicsomokban bejegyzett cég) csekély összegért vagy ingyen átadta az újonnan megszerzett cég kisebbségi tulajdonrészét, majd az E-hitel visszafizetése után ezt a kisebbségi tulajdonrészt is megvásárolta. Ezzel a bank a vezetők szerint mérsékelte az üzleti kockázatát, hiszen beleláthatott a vállalkozás üzletmenetébe, másrészt a később értékesítendő üzletrésszel növelte szerepvállalásának nyereségét. (A bank bedőlése miatt már soha nem derül ki, hogy az adóparadicsomokban bejegyzett fedőcégek valóban az Agrobank számára utalták volna a nyereségből és üzletrészeik eladásából származó jövedelmeket, vagy pedig az őket tulajdonoló bankvezetők személyes vagyonát gyarapították volna.) A bank vezetése így jogosulatlan előnyhöz jutott, hiszen személyes tulajdonukban álló vállalkozásaik gyarapodtak, a hitelfelvevő viszont az állami elképzeléseknél jóval nagyobb pénzügyi teherrel tudta csak megszerezni a tulajdont. A pénzügyi konstrukció eredeti céljának ez a kiforgatása ellentétes volt az állam szándékával. 1994. november 8-án a belügyminiszter tiltakozó levelet küldött a pénzügyminiszternek kérve, hogy a szabálytalan hitelezési gyakorlatot állítsa le.

### A bank összeomlása
Az ügyészség 1994-ben érkezett bejelentések után kezdett foglalkozni az Agrobank gyakorlatával. A hitelezési gyakorlatot az ügyészség vesztegetésként fogta fel, amelynek kiharcolásával a bankvezetők (a tulajdonukban álló cégeken keresztül) saját magukat juttatták anyagi előnyhöz a bánatpénz elvesztésének határideje által szorongatott hitelkérővel szemben. Az ügyészség feljelentette az Agrobank vezetőit, akiket 1994. november 4-én rendőrök kísértek be kihallgatásra az bíróságra. A bíróság folyosóján újságírók fényképezték és TV-stábok filmezték, amikor a bankvezetőket a rendőrök (a szabadlábra helyezési eljárás keretében) bilincsbe verték. A megbilincselt és rendőrök által elvezetett bankárok képei körbejárták a sajtót. November 15-én a bank vezetőit a rendőrség végül őrizetbe vette és nyomozást rendelt el. A megingott bizalmú ügyfelek a következő napokban 7,2 milliárd forintnyi betétet vettek ki a bankból. A bank vezetői 1995 tavaszán azt ajánlották a többségi tulajdonos államnak, hogy mondjon le tulajdonrészéről, mivel az amúgy is értéktelenné vált. Erre az állam azonban nem volt hajlandó. (A bank megroppanása után az Agrobank elnöki tisztjét betöltő Kovács Mihályt még aranycsempészet miatt is letartóztatták.)
Az Agrobank beleroppant vezetőinek és betéteseinek elvesztésébe. Az 1995-ös üzleti évet a pénzintézet 8,2 milliárd forintos veszteséggel zárta, vagyona pedig mindössze -5,2 milliárd forintra rúgott. Az Agrobank 1995. december 31-vel beolvadt a Mezőbankba, és Mezőbank néven működött tovább.
1997-ben az Agrobank vezérigazgatóját az első fokú bíróság bűncselekmény hiányában felmentette a vádak alól. Az ügyészség azonban fellebbezett és a másodfokon eljáró bírói testület Kunos Pétert 1998-ban két és fél év szabadságvesztésre ítélte 11 rendbeli vesztegetés miatt.